# Acianthera unguicallosa
Acianthera unguicallosa é uma espécie de orquídea epífita, família Orchidaceae, da Ilha Socorro, nas Ilhas Revillagigedo, no Oceano Pacífico, ao sul do México, descrita originalmente em 1930. Trata-se de planta pequena, de baixa altitude, com caules delicados e folhas coriáceas marcadas de púrpura no verso; curta inflorescência, que nasce de pequena espata, com poucas flores de sépalas estreitas e carenas externas no ápice; labelo simples unguiculado com calo espesso e ápice oval.
Seu exato posicionamento filogenético é incerto. Já esteve classificada no gênero, Ogygia, criado apenas para ela. Presume-se que esta espécie está incluída entre os clados de Acianthera. Não existe registro de coleta recente desta planta, nem material nos herbários, de modo que todas as informações são baseadas na descrição original de Ames e Schweinfurth. Não há referências de ilustrações.

## Publicação e sinônimos
- Acianthera unguicallosa (Ames & C.Schweinf.) Solano, Icon. Orchid. 5-6: t. 512 (2002 publ. 2003).

Sinônimos homotípicos:
- Pleurothallis unguicallosa Ames & C.Schweinf., Proc. Biol. Soc. Wash. 43: 195 (1930).
- Ogygia unguicallosa (Ames & C.Schweinf.) Luer, Monogr. Syst. Bot. Missouri Bot. Gard. 105: 252 (2006).